# Ben (singel)
Ben – singel Michaela Jacksona z albumu Ben. Jest to pierwszy jego singel, który dotarł do pierwszego miejsca na amerykańskiej liście Billboard Hot 100.

## Lista utworów
1. „Ben”
2. „You Can Cry on My Shoulder”

## Notowania
| Lista (1972)                     | Najwyższa pozycja |
| -------------------------------- | ----------------- |
| Australian Kent Music Report     | 1                 |
| UK Singles Chart                 | 7                 |
| US Billboard Hot 100             | 1                 |
| Lista (2009)                     | Najwyższa pozycja |
| Australian ARIA Singles Chart    | 14                |
| Irish Singles Chart              | 24                |
| UK Singles Chart                 | 46                |
| U.S. Billboard Hot Digital Songs | 75                |

## Twórcy

### Ben
Wokal: Michael Jackson

Kompozytor: Walter Scharf i Don Black

Produkcja: The Corporation

Aranżacja: The Corporation

### You Can Cry On My Shoulder
Wokal: Michael Jackson

Kompozytor: Berry Gordy

Produkcja: Hal Davis

Aranżacja: Gene Page